# Liste von Größenordnungen des Volumens
Dies ist eine Zusammenstellung von Volumina verschiedener Größenordnungen zu Vergleichszwecken. Die Angaben sind oft als „typische Werte“ zu verstehen, die gerundet sind.
Die von der Basiseinheit Meter abgeleitete Grundeinheit des Volumens im internationalen Einheitensystem ist der Kubikmeter (Einheitenzeichen m3). Daneben ist der Liter für den Gebrauch mit dem SI zugelassen mit dem Einheitenzeichen l oder L.

## Kleinere Volumina als 1 μm3
1 μm3 (Kubikmikrometer) = (10−6 m)3 = 10−18 m3 = 109 nm3 = 1 000 000 000 nm3 = 1 Milliarde Kubiknanometer
- 3 fm3 (3e-45 m3) – Volumen eines Protons
- 0,001 nm3 – Volumen eines Kohlenstoffatoms
- 0,0005 μm3 – Volumen eines Grippevirus
- 0,002 μm3 – mittlere Korngröße von Feinton
- 0,06 μm3 – mittlere Korngröße von Ton

## 1 μm3bis 1 mm3
1 mm3 = 10−9 m3 = 109 μm3 = 1 000 000 000 μm3 = 1 Milliarde Kubikmikrometer
- 1 μm3 – Volumen eines Bakteriums
- 2 μm3 – mittlere Korngröße von Grobton
- 60 μm3 – mittlere Korngröße von Feinschluff
- 2e3 μm3 – mittlere Korngröße von Schluff
- 0,002 mm3 – mittlere Korngröße von Feinsand
- 0,003 mm3 – menschliche Eizelle
- 0,06 mm3 – mittlere Korngröße von Sand
- 0,4 mm3 – Senfkorn, Stecknadelkopf aus Metall

## 1 mm3bis 1000 mm3
1 mm3 = 1 μl = 1 Mikroliter
- 2 mm3 – mittlere Korngröße von Grobsand
- 30 mm3 – Pfefferkorn
- 60 mm3 – mittlere Korngröße von Feinkies
- 100 mm3 – mittelgroße Erbse
- 150 mm3 – Stubenfliege

## 1 cm3bis 1000 cm3
1 cm3 = 1 ml = 1 Milliliter
- 2 cm3 – mittlere Korngröße von Kies
- 3 cm3 – Zuckerwürfel (regional unterschiedlich)
- 4 cm3 – Sauerkirsche
- 16,39 cm3 = 1 Kubikzoll
- 20 cm3 – Portion Schnaps (2 cl)
- 34 cm3 – Tischtennisball
- 41 cm3 – Golfball
- 60 cm3 – mittlere Korngröße von Grobkies
- 134 cm3 – Tennisball
- 166 cm3 – Zauberwürfel (3er Normalgröße)
- 125 bis 250 cm3 – Haushalts-Kaffeetasse

## 1 dm3bis 1000 dm3(1 m3)
1 dm3 = 1000 cm3 = 1 l = 1 Liter (exakt)
- 2,0 dm3 – Mauerziegel in Größe NF
- 3,1 dm3 – Kalksandstein in Größe 2DF
- 3,5 dm3 – Handball in Größe III
- 3,785 dm3 = 1 US gallon
- 4 dm3 – Lungenvolumen eines erwachsenen Menschen
- 4,546 dm3 = 1 Imp.gallon
- 5,6 dm3 – Fußball
- 10 dm3 – typischer Eimer
- 78 dm3 – Volumen eines Menschen von 80 kg
- 100 dm3 = 1 Hektoliter
- 150 dm3 – typischer Inhalt einer Badewanne
- 159 dm3 – Standard-Erdölfass (1 Barrel)

## 1 m3bis 1000 m3
- 1 bis 1,1 m3 – großer Müllcontainer (vierrädriger Müllgroßbehälter)
- 4,3 m3 – Rauminhalt einer Standard-Litfaßsäule (Durchmesser 1,2 m, Höhe 3,8 m)
- 12 m3 – Kerosinverbrauch eines Jumbo-Jet (Boeing 747-400) pro Stunde in Reiseflughöhe[2]
- 33 m3 – Laderaum eines 20-Fuß-ISO-Container
- 68 m3 – Laderaum eines 40-Fuß-ISO-Container
- 80 m3 – üblicher Omnibus
- 120 m3 – Gelenkbus
- 217 m3 – Tankinhalt eines Jumbo-Jet (Boeing 747-400)
- 237 m3 – Goldeinlagerung in Fort Knox, das entspricht 147 Millionen Feinunzen oder 4580 Tonnen (Stand: 2. März 2011[3]).

## 1000 m3bis1 000 000m3
- 1233 m3 = 1 acre-foot
- 2000 bis 3000 m3 – Rauminhalt eines olympischen Schwimmbeckens
- 5800 m3 – Jahresproduktion der schottischen Whiskybrennerei Glen Grant (2003)
- 9 Tsd. m3 – geschätzte Gesamtmenge des bisher von Menschen geschürften Goldes, ein Würfel von 21 m Kantenlänge
- 11,3 Tsd. m3 – Traggasvolumen des ersten Zeppelins LZ1
- 15,6 Tsd. m3 – Ahornsirup-Produktion der kanadischen Provinz Québec im Jahr 2001
- 55 Tsd. m3 – Volumen des Kugelgasbehälters in Wuppertal
- 125 bis 147 Tsd. m3 – Ladevolumen von Flüssiggastankern
- 212 Tsd. m3 – Traggasvolumen der Zeppelin-Luftschiffe LZ129 „Hindenburg“ und LZ130 „Graf Zeppelin II“, der größten Luftschiffe aller Zeiten
- 347 Tsd. m3 – Volumen des Gasometer Oberhausen

## 1 000 000m3bis1 000 000 000m3(1km3)
- 2,6 Mio. m3 – Volumen der Cheops-Pyramide
- 5,5 Mio. m3 – Innenraum des Freizeitparks Tropical Islands
- 12,6 Mio. m3 – Stauinhalt der Ennepetalsperre
- 70 Mio. m3 – Stauinhalt der Sorpetalsperre
- 125 bis 130 Mio. m3 – jährliche (Trink-)Wasserentnahme des Bodensees durch die Bodensee-Wasserversorgung
- 135 Mio. m3 – Stauinhalt der Möhnetalsperre

## 1 km3bis 1000 km3
1 km3 (Kubikkilometer)= 109 m3 = 1 000 000 000 m3 = 1 Milliarde Kubikmeter
- 3,0 km3 – Rauminhalt des Starnberger Sees (Deutschland)
- 4,168 km3 = 1 Kubikmeile
- 6,5 km3 – Rauminhalt des Luganersees und des Thunersees (Schweiz)
- 11,5 km3 – jährlicher Zufluss des Bodensees (Deutschland/Schweiz/Österreich)
- 14 km3 – Rauminhalt des Vierwaldstättersees (Schweiz)
- 48 km3 – Rauminhalt des Bodensees (Deutschland/Schweiz/Österreich)
- 89 km3 – Rauminhalt des Genfersees (Schweiz)
- 180 km3 – Stauinhalt der Kariba-Talsperre (Simbabwe)
- 484 km3 – Rauminhalt des Eriesees (USA/Kanada)

## 1000 km3bis1 000 000km3
- 1,6 Tsd. km3 – Rauminhalt des Ontariosees (USA/Kanada)
- 2,7 Tsd. km3 – weltweite Erdgasförderung im Jahr 2004
- 4,9 Tsd. km3 – Rauminhalt des Michigansees (USA)
- 20 Tsd. km3 – Rauminhalt der Ostsee
- 23 Tsd. km3 – Rauminhalt des Baikalsees, weltweit größter Süßwassersee (nach Rauminhalt)
- 50 Tsd. km3 – Rauminhalt der Nordsee
- 200 Tsd. km3 – Rauminhalt des Roten Meeres
- 550 Tsd. km3 – Rauminhalt des Schwarzen Meeres

## 1 000 000km3bis1 000 000 000km3
- 2,8 Mio. km3 – Rauminhalt des Grönländischen Eisschildes
- 4,2 Mio. km3 – Rauminhalt des europäischen Mittelmeeres
- 26 Mio. km3 – Rauminhalt des Antarktischen Eisschildes
- 355 Mio. km3 – Rauminhalt des Atlantik

## 1 000 000 000km3bis1 000 000 000 000km3
- 1,34 Mrd. km3 (1.34e18 m3) – Rauminhalt aller Meere der Erde
- 22,0 Mrd. km3 (2.2e19 m3) – Rauminhalt des Mondes
- 164 Mrd. km3 (1.6e20 m3) – Rauminhalt des Mars
- 928 Mrd. km3 (9.3e20 m3) – Rauminhalt der Venus

## Größere Volumina als1 000 000 000 000km3(1021m3)
- 1.1e21 m3 – Rauminhalt der Erde
- 1.4e24 m3 – Rauminhalt des Jupiters
- 1.4e27 m3 – Rauminhalt der Sonne
- 1062 m3 – Rauminhalt der Milchstraße
- 1079 m3 – Rauminhalt des beobachtbaren Universums, nach aktuellen Schätzungen